# Боян Михнев
Боян Михнев Чобанов е участник в Съпротивителното движение по време на Втората световна война. Партизанин от Интернационален войнишки батальон. Български офицер, генерал-майор.

## Биография
Боян Михнев е роден е на 4 октомври 1906 г. в с. Казимир, Силистренско. Осиновен и израснал в с. Смилец. През август 1916 г., заедно с хиляди жители на силистренските села е въдворен от румънските власти в молдовски лагер. По време на военната служба в румънската армия, дезертира и бяга в България. Установява се след Първата световна война в с. Тодор Икономово.
Член на Добруджанската революционна организация. За нелегално минаване на българо-румънската граница е интерниран в Стара Загора. Член на БРП (к) (1935). Мобилизиран в Българската армия и участва във връщането на Южна Добруджа в пределите на България (1940).
Участва в Съпротивителното движение по време на Втората световна война. След взривяване на 9 октомври 1941 г. на влакова композизия с материали на Вермахта е осъден от Шуменския военнополеви съд по ЗЗД. До юли 1943 г. изтърпява наказанието си от една година строг тъмничен затвор за укривателство в мини „Пирин“, Горноджумайско.
Мобилизиран в окупационния корпус в Югославия. Дезертира и се присъединява към партизаните на ЮНОА. На 15 април 1944 г. е назначен за командир Интернационалния войнишки батальон. Батальонът от 780 бойци води кръвопролитни боеве за гр. Куршумлия, връх Кукавица и си пробива път към България. Съединява се в района на с.Църна трава и с. Добро поле с Трънския партизански отряд. Снабдява се с руско оръжие спуснато с парашути. На 6 септември 1944 г. влиза в състава на Софийската народоосвободителна дивизия. Командир на нейната втора бригада.
Участва във войната срещу Германия. Командир на полк от Първа пехотна софийска дивизия. Проявява се при превземането на Власотинци. Военно звание майор. Служи в Българската армия. Специализира в СССР. Командир на граничен отряд в Момчилград. Военно звание полковник.
На 24 декември 1951 г. е арестуван и въдворен в лагера Белене. Освободен и реабилитиран след смъртта на Сталин (1954). Според справка направена от Държавна сигурност той е бил сътрудник на полицията преди 1944 г. През 1964 г. му е присвоено военно звание генерал-майор и излиза в запаса на БНА. Народен представител в V НС. Бил е член на ОК на БКП в Силистра, секретар на ОкК на БКП в Исперих, председател на ОК на ОФ в Силистра, както и член на бюрото на ОК на БКП в Силистра.
Работи като директор на в ДЗС Воден. Председател на окръжния комитет на Отечествения фронт в Силистра.
Автор на мемоарната книга „Страшните, но славни пътища“, С, 1978.